# Huracán Walaka
El huracán Walaka fue el ciclón tropical más fuerte en el Pacífico Central desde el huracán Ioke en 2006. La decimonovena tormenta tropical, el duodécimo huracán  y el octavo huracán mayor de la hiperactiva temporada de huracanes del Pacífico de 2018, el huracán Walaka se originó en un área de baja presión que se formó a más de mil millas al sur. al sudeste de Hawái el 25 de septiembre. El Centro Nacional de Huracanes hizo un seguimiento de la perturbación durante un día o dos más antes de trasladarse a la cuenca del Pacífico Central. El Centro de Huracanes del Pacífico Central supervisó la perturbación desde ese momento hasta el 29 de septiembre, cuando el sistema se organizó en la tormenta tropical que fue nombrada Walaka. Walaka se fortaleció gradualmente y se convirtió en un huracán el 1 de octubre. Luego, Walaka comenzó a intensificarse rápidamente, alcanzando como categoría 5 a principios del 2 de octubre. Un ciclo de reemplazo de la pared del ojo causó un cierto debilitamiento del huracán, aunque siguió siendo una tormenta poderosa para el día siguiente. Posteriormente, las condiciones menos favorables causaron un debilitamiento constante del huracán y, finalmente, Walaka se convirtió en extratropical el 6 de octubre al norte de las islas de Hawái.
A pesar de que el huracán no impactó ninguna masa de tierra importante, pasó muy cerca del atolón Johnston despoblado, donde se emitió una advertencia de huracán antes de la tormenta. Luego, Walaka también se acercó a las islas más lejanas del noroeste de Hawái, pero se debilitó considerablemente al hacerlo. El daño general, en su caso, fue mínimo.

## Historia meteorológica
El huracán Walaka se originó en una vaguada de baja presión que el Centro Nacional de Huracanes (NHC, por sus siglas en inglés) observó por primera vez el 22 de septiembre. En ese momento, el Centro Nacional de Huracanes pronosticó que se formaría un área de baja presión en la parte más occidental del este del Pacífico Norte en unos pocos días. A comienzos del 25 de septiembre, una vaguada de baja presión formó aproximadamente 1,600 millas (2575 km) al sur-sureste de Hilo, Hawái. El NHC continuó monitoreando la perturbación durante un día o más hasta que se mudó al área de responsabilidad del Centro de Huracanes del Pacífico Central (CPHC) el 26 de septiembre a las 12:00 UTC. El Centro de Huracanes en el Pacífico Central supervisó la perturbación durante unos días más hasta que el sistema se organizó en la tormenta tropical Walaka el 29 de septiembre a las 21:00 UTC. Durante las siguientes doce horas, Walaka mostró pocos cambios en la intensidad antes de convertirse rápidamente en una fuerte tormenta tropical. Durante las siguientes doce horas, Walaka se fortaleció gradualmente y se convirtió en huracán a las 03:00 UTC del 1 de octubre. Luego, Walaka comenzó un período de rápida intensificación, que se convirtió rápidamente en un huracán de categoría 2 seis horas después. A las 12:00 UTC, Walaka alcanzó el estado de huracán mayor. Seis horas más tarde, Walaka se convirtió en un huracán de categoría 4. A las 00:00 UTC del 2 de octubre, Walaka alcanzó su punto máximo como un huracán de categoría 5, con vientos sostenidos de 1 minuto a 160 mph (260 km / h) y una presión central de 920 mbar (27.17 inHg).
Poco después, Walaka comenzó a someterse a un ciclo de reemplazo de la pared del ojo, que posteriormente causó debilitamiento. A las 15:00 UTC, Walaka se debilitó en un huracán de categoría 4. Doce horas después, Walaka tocó fondo como un huracán de categoría 4 de gama baja. A las 12:00 UTC del 3 de octubre, Walaka completó su ciclo de reemplazo de la pantalla y volvió a intensificarse. Walaka mantuvo esta intensidad durante doce horas antes de comenzar una segunda tendencia de debilitamiento cuando la cizalladura del viento comenzó a afectar el sistema. A las 03:00 UTC del 4 de octubre, Walaka se debilitó en un huracán de categoría 3. A las 15:00 GMT, Walaka cayó por debajo del estado de huracán mayor, ya que viajó hacia el norte, lejos del Monumento nacional marino de Papahānaumokuākea. En este momento, se observó que el centro de circulación de bajo nivel de Walaka estaba expuesto en el suroeste debido a la fuerte cizalladura del viento. El debilitamiento se aceleró al día siguiente, ya que casi toda la convección profunda fue eliminada, y Walaka se debilitó en una tormenta tropical el 4 de octubre. A las 09:00 UTC del día siguiente, se observó que Walaka estaba comenzando a pasar a un sistema extratropical a medida que avanzaba hacia el norte, bajo la influencia de un profundo flujo hacia el suroeste.

## Preparativos

### Atolón Johnston
El 30 de septiembre a las 15:00 UTC, se emitió una alerta de huracán para el atolón Johnston. El 1 de octubre a las 03:00 UTC, la alerta de huracán se cambió a una advertencia de huracán. A las 03:00 UTC del 2 de octubre, se emitió una alerta de huracán para el Monumento nacional marino de Papahānaumokuākea desde Nihoa hasta French Frigate Shoals y Arrecife Maro. A las 21:00 UTC, la alerta de huracán de French Frigate Shoals a Arrecife Maro se cambió a una advertencia de huracán. Además, se emitió una advertencia de tormenta tropical para Nihoa a French Frigate Shoals. El 3 de octubre, la advertencia de huracán para el atolón Johnston fue descontada cuando Walaka se desplazó. El 4 de octubre, la advertencia de huracán para el Monumento Nacional Marino de Papahanaumokuakea se redujo a una advertencia de tormenta tropical, y todos ellos fueron descontados al día siguiente, ya que Walaka se debilitó y se alejó de las islas.